# Nokia Ringo
Nokia Ringo – linia telefonów Nokia z serii Original wydana w 1995 roku. Obejmowała ona trzy telefony: Nokia Ringo 1, 2 oraz 3.

## Funkcje dodatkowe
- alarm wibracyjny
- IrDA
- kalkulator
- modem
- kalendarz

## Galeria

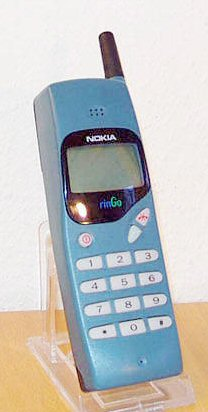
Nokia Ringo 1
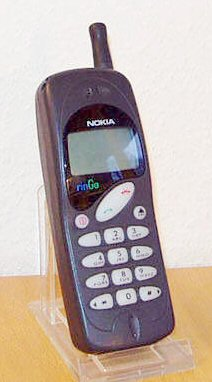
Nokia Ringo 2